# Лучини, Эдмондо
Эдмондо Лучини (итал. Edmondo Lucini, латыш. Edmondo Lučīni; 1886, Мантуя — 18 ноября 1922, Берлин) — итальянский скрипач и музыкальный педагог, работавший в Риге.

## Биография
С середины 1900-х гг. преподавал в рижском Первом музыкальном институте. С 1919 года стал первым профессором скрипки в новосозданной Латвийской консерватории. Среди его учеников Арвидс Норитис и Эдуардс Винертс. 
Как исполнитель выступал пропагандистом латвийской музыки. В 1913 году был одним из участников вечера латвийской музыки в Берлине, исполнив Фантазию на темы латышских народных песен Язепа Витола. Обозреватель журнала «Сигналы для музыкального мира» отмечал в игре Лучини округлый звук и некоторую элегантность, хотя и не без неточностей. 
Участник различных камерных ансамблей 1910-х гг. (среди прочего, по воспоминаниям Яниса Медыньша, в 1915 году играл вместе с ним в составе фортепианного трио на частных концертах под покровительством генерала В. В. Беляева), в струнном квартете Латвийской консерватории играл вторую скрипку (примариус Янис Лаздыньш).
До начала Первой мировой войны записал Фантазию на темы латышских народных песен Витола, «Колыбельную» Андрея Юрьяна, «Элегию» Алфреда Калныня и ряд других коротких пьес (в ряде случаев с Язепом Медыньшем в качестве аккомпаниатора). На нескольких записях также аккомпанировал Адолфу Кактыньшу.